# Villa Castelli (Italia)
Villa Castelli es una localidad y comune italiana de la provincia de Brindisi, región de Apulia, con 9.112 habitantes.

## Evolución demográfica
| Gráfica de evolución demográfica de Villa Castelli entre 1861 y 2001 |
|                                                                      |
| Fuente ISTAT - elaboración gráfica de Wikipedia                      |